# Дзета Змеи
Дзета Змеи, ζ Змеи, Zeta Serpentis, ζ Serpentis, сокращ. Zeta Ser, ζ Ser — одиночная звезда в экваториальном созвездии Змея, принадлежащая к астеризму «Хвост змеи». Звезда имеет видимую звёздную величину +4,615, и, согласно шкале Бортля, видна невооружённым глазом на деревенско-пригородном небе (англ. Rural/suburban transition).
Из измерений параллакса, полученных во время миссии Hipparcos, известно, что звезда удалена примерно на 76,8 св. лет (23,6 пк) от Земли. Звезда наблюдается южнее 87° с. ш., то есть видна практически на всей территории обитаемой Земли, за исключением полярных областей. Лучшее время наблюдения — июнь.
Само движение Дзета Змеи показывает, что звезда движется со скоростью гораздо большей скорости остальных звёзд относительно Солнца: её радиальная гелиоцентрическая скорость — −43 км/с, что в 4,3 раз больше скорости местных звёзд Галактического диска, а также это значит, что звезда приближается к Солнцу. Сама звезда движется по небесной сфере на юго-восток.

## Имя звезды
Дзета Змеи (латинизированный вариант Eta Serpentis) является обозначением Байера, данным им звезде в 1603 году. Учитывая, что Дзета Змеи (ζ — шестая буква греческого алфавита) — звезда пятой величины является пятнадцатой по яркости в созвездии, а Тета Змеи (θ — восьмая буква греческого алфавита) находится на вершине созвездия, Байер довольно чётко упорядочил, по крайней мере, некоторые из звёзд по положению, а не по яркости. У звезды также есть обозначение, данное Флемстидом — 57 Змеи (лат. 58 Serpentis) и обозначение, данное Гулдом — 17 Cau G Змеи (лат. 17 Cau G Serpentis) (то есть 17 звезда в астеризме «Хвост змеи» (лат. Serpens Cauda)).

## Свойства звезды
Дзета Змеи — это жёлто-белый карлик спектрального класса F2V. В настоящее время звезда излучает энергию со своей внешней атмосферы при эффективной температуре около 6529, что придаёт ей характерный жёлто-белый цвет. Масса звезды равна 1,429 {\displaystyle M_{\bigodot }}.
Поскольку звезда находится недалеко, то радиус звезды может быть измерен непосредственно. и, действительно, в 1922 году была предпринята попытка измерить диаметр звезды напрямую. Тогда получилось, что её угловой диаметр равен 1,0 mas, а физический диаметр звезды был определён в 1,7 {\displaystyle R_{\bigodot }} и это была лучшая попытка, когда было получено почти современное значение радиуса звезды. Следующая попытка была произведена в 1967 году и тогда радиус был оценён в 1,2 {\displaystyle R_{\bigodot }}, что было, как мы знаем сегодня, очень далеко от современного значения. Следующая попытка была в 1969 году и тогда угловой диаметр Дзета Змеи был измерен 0,69 mas, а физический радиус звезды оценён 1,6 {\displaystyle R_{\bigodot }}. И, наконец, последняя попытка была проведена в 1973 году и тогда угловой диаметр звезды был измерен как 0,52 mas, а физический радиус звезды был оценён в 1,0 {\displaystyle R_{\bigodot }}. Но все эти попытки измерения, кроме первой, были весьма далеки от современного значения, которое оценивается в 1,961 {\displaystyle R_{\bigodot }}.
Светимость звезды равна 6,25 {\displaystyle L_{\bigodot }}. Для того, чтобы планета, аналогичная нашей Земле, получала примерно столько же энергии, сколько она получает от Солнца, их надо было бы поместить на расстоянии 2,5 а. е., то есть примерно туда, где в Солнечной системе находится Пояс астероидов, а более конкретно на орбиту, где вращается Церера. Причём с такого расстояния Дзета Змеи выглядели бы почти на 16 % меньше нашего Солнца, каким мы его видим с Земли — 0,42° (угловой диаметр нашего Солнца — 0,5°).
Звезда имеет поверхностную гравитацию 4,14 СГС или 138 м/с2, то есть практически в 2 раз меньше, чем на Солнце (274,0 м/с2), что по-видимому, может объясняться малой массой при большом диаметре звезды. Звезды, имеющие планеты, имеют тенденцию иметь большую металличность по сравнению Солнцем и Дзета Змеи имеет значение металличности почти на четверть меньше, чем на Солнце: содержание железа в ней относительно водорода составляет 76 %.
Дзета Змеи вращается со скоростью 69,3 км/с, то есть практически со скоростью в 35 раз больше солнечного вращения, что даёт период вращения звезды порядка 1,47 дня. Однако у Дзета Змеи есть одна особенность, которая характерна для звёзд с большей массой. Звезду выделяет, так называемая, «скорость отрыва» в классе F5, при 1, 25 или около того солнечных масс. Ниже этой массы зрелые карлики вращаются медленно, в результате сопротивления, создаваемого их магнитными полями, которые связаны с их расширяющимися звёздными ветрами. Среди более горячих и более массивных звёзд магнитные поля ослабевают, а затем исчезают в результате исчезновения поверхностной конвекции, которая помогает создавать эти поля. Такие звезды, как Дзета Змеи, никогда сильно не замедлялись с момента их рождения, как, например, Солнце. Правда, её скорость вращения мала по сравнению со звёздами спектрального класса В, где звезды, такие как, например, 48 Весов, могут достигать скорости вращения 400 км/с и выше.
Возраст Дзета Змеи составляет 2,4 млрд. лет, а поскольку, нам известно из теории звёздной эволюции, что звёзды с массами как у Дзета Змеи живут порядка 3,7 млрд. лет, то звезда прожила уже почти две трети своей жизни на главной последовательности.

## Ближайшее окружение звезды
Следующие звёздные системы находятся на расстоянии в пределах 20 световых лет от звезды Дзета Змеи (включены только: самая близкая звезда, самые яркие (<6,5m) и примечательные звёзды). Их спектральные классы приведены на фоне цвета этих классов (эти цвета взяты из названий спектральных типов и не соответствуют наблюдаемым цветам звёзд):
| Звезда       | Спектральный класс | Расстояние, св. лет |
| Глизе 696    | M1.5 V             | 6.10                |
| HD 168443    | G8 V               | 12.28               |
| Глизе 710    | M1 V               | 14.13               |
| Эта Змеи     | K0 III-IV          | 15.25               |
| 72 Змееносца | A4 III-IV          | 19.75               |

Рядом со звездой, на расстоянии 20 световых лет, есть ещё порядка 15 красных, оранжевых карликов и жёлтых карликов спектрального класса G, K и M, а также 2 белых карлика, которые в список не попали.